# Generalife
Palača Generalife (arapski: Jannat al-'Arif‎ = Arhitektov vrt) u Granadi je ljetna palača posljednjih muslimanskih vladara Španjolske – Maurskih Nasrida (1232. – 1492.). Od 1984. godine, zajedno s palačom Alhambra i arapskom četvrti Albayzin, nalazi se na UNESCOvom popisu svjetske kulturne baštine.
Izgrađena je uglavnom u 14. stoljeću, za vladavine Muhameda II. (1302. – 1309.), sultana Emirata Granade, a ukrašena je za Ismaila I. (1313. – 1324.). Ova islamska srednjovjekovna palača sastoji se od Dvorišta s vodenim vrtom (Patio de la Acequia) koji ima dugi bazen uokviren biljkama, fontanama, kolonadom palmi i paviljonima; te Sultanovog vrta (Jardín de la Sultana) ili Dvorišta čempresa. Oni su najstariji sačuvani maurski vrtovi, a prvi se smatra primjerom vrta srednjovjekovne Al-Andalus.
Izvorno je palača bila povezana nadsvođenim prolazom s Alhambrom. Današnji vrtovi su prema drevnim nacrtima obnovljeni 1931. godine, a dovršio ih je Francisco Prieto Moreno 1951. godine. Perivoji su popločani u tradicionalnom granadskom stilu s mozaikom ploča, bijelima iz rijeke Darro i crnima iz rijeke Genil.
- Dvorište s vodenim vrtom
- Arabeska iza vodoskoka
- Sultanov vrt s čempresima
- Jedna od fontana
- Tzv. "vodeno stubište"